# Bogd Khan
El Bogd Khan, en mongol Богд хаан; que literalment significa "Sant emperador" (1869 -1924) va ser entronitzat com a Gran Khan (emperador) de la Mongòlia exterior de 1911 a 1919, el 29 de desembre de 1911, quan la Mongòlia exterior declarà la seva independència de la Xina de la dinastia Qing després de la Revolució Xinhai. Bogd Khan va néixer a l'est del Tibet, a l'actual província xinesa de Sichuan. Era la tercera persona més important dins la jerarquia del budisme tibetà, després del Dalai i Panchen Lama i, per tant, era conegut com el Bogd Lama. Dona nom a la muntanya sagrada de Mongòlia Bogd Khan Uul.

## Biografia

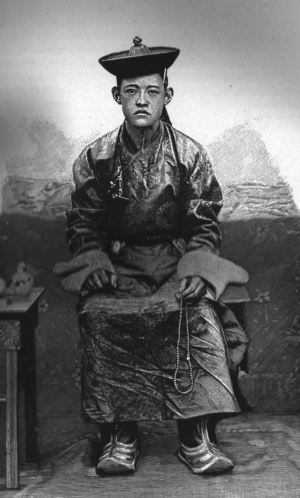
El jove Bogd Khan

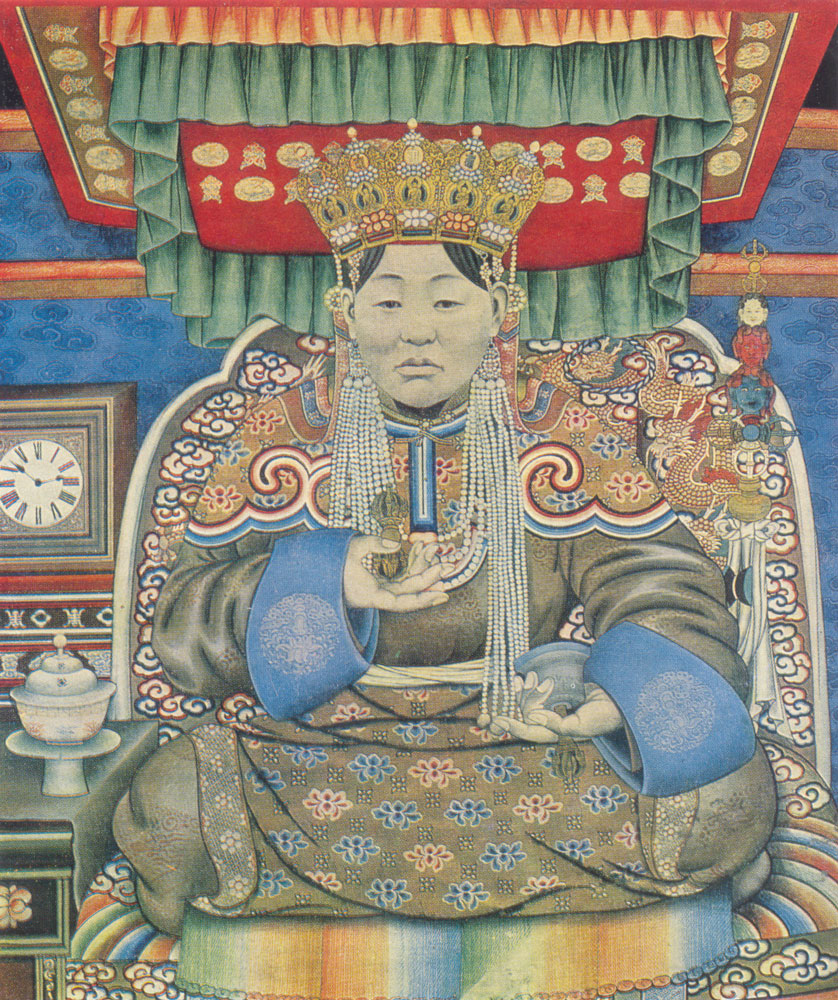
L'esposa de Bogd Khan, Tsendiin Dondogdulam

El seu pare era un militar tibetà. El noi va ser reconegut oficialment com a reencarnació del Bogd Gegen al palau de Potala en presència del tretzè Dalai Lama i del Panchen Lama. El Bogd Gegen reencarnat arribà a Urga, la capital de Mongòlia exterior l'any 1874.
Va voler restaurar l'Imperi Mongol de Genguis Kan o, com a mínim, alliberar Mongòlia dels xinesos.
Els comunistes de Mongòlia van fer campanyes propagandístiques contra ell acusant-lo, per exemple d'enverinador, de pedofília i de portar una vida llibertina. De tot això no n'hi ha proves.
El reencarnat Bogd Gegen perdé els seus poders quan les tropes xineses ocuparen Mongòlia l'any 1919. Quan les forces del Baró Ungern fallaren en el setge d'Urga a finals de 1920, el Bogd va ser arrestat a casa seva; després va ser tornat al poder pels soviètics per un temps breu abans de prendre Urga el 1921. Després de la revolució de 1921 portada a terme per Damdin Sükhbaatar, es va permetre al Bogd Khan tenir una monarquia limitada fins que morí l'any 1924, un any després que la seva esposa.
Després de la seva mort, el govern comunista revolucionari mongol, va declarar que no hi hauria més reencarnacions que s'establissin com successors del Bogd Khan, tanmateix hi va haver rumors de noves reencarnacions aquell mateix any. En el setè congrés del Partit Revolucionari Mongol es va establir una prohibició formal de les reencarnacions per ocupar el tron.
Tanmateix la següent reencarnació del Bogd Gegen es va trobar al Tibet en un noi nascut el 1932 a Lhasa. Això no es va fer públic fins al col·lapse de la Unió Soviètica i del règim comunista de Mongòlia. El novè Jebtsundamba Khutughtu va ser formalment entronitzat a Dharamsala pel catorzè Dalai Lama el 1991, i a Ulan Bator el 1999.
El Palau d'Hivern del Bogd Khan és una atracció turística a Ulan Bator.
| Bogd Khan ?Nascut: 1869 (al Tibet) Mort: 1924                      |                                                       |                                                                                       |
| Títols de regnat                                                   |                                                       |                                                                                       |
| Precedit per: Emperador Xuantong (Puyí) com a Emperador de la Xina | Khan de Mongòlia 1911-1924                            | Succeït per: Ningú Declaració de la República Popular                                 |
| Càrrecs públics                                                    |                                                       |                                                                                       |
| Precedit per: Emperador Xuantong (Puyí) com a Emperador de la Xina | Cap d'Estat de Mongòlia as Khan de Mongòlia 1911-1924 | Succeït per: Navaandorjiin Jadambaa com President de la República Popular de Mongòlia |